# Dasyhelea minuscula
Dasyhelea minuscula är en tvåvingeart som beskrevs av Zilahi-sebess 1940. Dasyhelea minuscula ingår i släktet Dasyhelea och familjen svidknott.
Artens utbredningsområde är Österrike. Inga underarter finns listade i Catalogue of Life.